# مارتا فیدینا
مارتا فیدینا (اوکراینی: Марта Федіна؛ زادهٔ ۱ فوریهٔ ۲۰۰۲) شناگر اهل اوکراین است.
وی در مسابقات کشوری و بین‌المللی در مجموع برندهٔ ۵ مدال طلا، ۴ مدال نقره، ۴ مدال برنز شده‌است.